# Fara u svatého Jindřicha a svaté Kunhuty v Praze
Fara u sv. Jindřicha a sv. Kunhuty v Praze 1 na Novém Městě stojí v ulici Jidřišská na nároží nedaleko kostela. Je chráněna jako nemovitá kulturní památka České republiky.

## Historie
Fara vznikla spolu s kostelem svatého Jindřicha a svaté Kunhuty kolem roku 1350. Počátkem 17. století byla renesančně přestavěna, později barokně a poté v letech 1827–1828 klasicistně (J. Jedlička a Schöbl). Nová kaplanka byla dostavěna v roce 1855.

## Popis
Patrová budova fary je trojkřídlá, kryta sedlovými zvalbenými střechami s vloženými vikýři podkroví. Směrem do Jindřišské má fasáda 8 os, do prostranství před kostelem 11 os. Hladké fasády jsou horizontálně členěné kordonem a korunní římsou. Vstup do fary je umístěn přibližně ve středu přízemí. Ve dvoře navazuje na hlavní budovu orientovanou do Jindřišské ulice krátké příčné křídlo a je zde vchod do zahrady. Schodiště ve dvorním křídle má prutové zábradlí s kovaným rostlinným dekorem. Pravá část hlavní budovy je podsklepená; prostor je přístupný po kamenném schodišti ze dvora půlkruhově zakončeným gotickým portálkem. Dva obdélné sklepy jsou valeně sklenuty z lomového kamene; v druhém prostoru je zazděn mírně hrotitý kamenný portálek. Dvoutraktové křídlo ke kostelu má zprava průchod do dvora, klenutý segmentovými valenými klenbami. Po levé straně průchodu je točité schodiště s dřevěnými stupni. Z chodby ve dvorním traktu jsou přístupné všechny místnosti v uličním traktu. Přízemí včetně schodiště je zaklenuto plochými segmentovými klenbami, patro je plochostropé. Místnosti v patře jsou shodné s původní dispozicí přízemí.